# Szymon Bojko
Szymon Bojko (ur. 25 lutego 1917 r. w Warszawie, zm. 24 października 2014) – polski historyk i krytyk sztuki, pedagog i wykładowca uniwersytecki, popularyzator polskiego malarstwa współczesnego, scenarzysta filmów dokumentalnych poświęconych sztuce.

## Życiorys
Studiował na Uniwersytecie Warszawskim. W 1968 r. obronił pracę doktorską, dotyczącą historii polskiego plakatu.
W latach 1969–1974 był członkiem zespołu pisma „Projekt”. Publikował ponadto teksty poświęcone sztuce, w polskiej i zagranicznej prasie popularnej i specjalistycznej, m.in. „Fotografia”, „Ty i Ja”, „Kino”, „Scena”, „Odra”, „2+3D”, „A4”, „Art and Artists” (Londyn), „Graphics” (Zurych), „Interpressgraphic” (Budapeszt), „Graphic Design” (Tokio), „Crée" (Paryż), „Dekorativnoye Iskusstvo” (Moskwa), „Vox Design”. Współpracował z UNESCO, przygotowując opracowania na rzecz kultury wizualnej Man and his environment, był też członkiem komisji ds. Znaków ICOGRADA.
Od połowy lat 70. XX w. zajmował się badaniem twórczości artystów polskich tworzących poza Polską (szczególnie w USA). Wykładał w krakowskiej, łódzkiej i katowickiej Akademii Sztuk Pięknych, w warszawskim Studium Plastycznym Technik Teatralno-Filmowych, był też wykładowcą gościnnym w Brazylii (Escola Superior de Desenho Industrial w Rio de Janeiro, 1996–1998), Japonii (Musashino University), Australii i USA (m.in. Urbana-Champaign University, University of Texas w Austin). W 2002 r. otrzymał doktorat honoris causa Rhode Island School of Design w Providence, w której wykładał historię sztuki i wzornictwa XX w. w latach 1984–2001. Po powrocie na stałe do Polski, prowadził zajęcia z przedmiotu „Wiedza o formie” w prywatnej szkole podstawowej i gimnazjum w Zalesiu Dolnym (2003–2004) oraz wykłady z zakresu komunikacji wizualnej w Państwowej Akademii Sztuk Pięknych we Lwowie (2004–2005) i Uniwersytecie Technologicznym w Witebsku (2005).
Jest też autorem utworów scenicznych pt.: Wyjdźmyż w nieobjętą przestrzeń (o Kazimierzu Malewiczu, 2002) oraz Dandy i szczypta demonizmu (2003), realizowanych wspólnie z uczniami Liceum Integracyjnego w Warszawie oraz studentami Szkoły Teatralnej.
Scenarzysta filmów dokumentalnych: współautor (razem z Walerianem Borowczykiem) scenariusza filmu pt. „Sztuka ulicy” (real. 1958; reż. Konstanty Gordon), autor scenariusza filmu pt.: „O rewolucji niech mówią plakaty” (real. Kazimierz Mucha, 1967 r.; film zrealizowany w oparciu o materiał ikonograficzny zgromadzony na Międzynarodowej Wystawie Plakatu Rewolucyjnego w Warszawie, jesienią 1966 r.), współpracował też przy realizacji filmów dokumentalnych pt. „W tym szaleństwie” (real. Stanisław Manturzewski, 1979) oraz „Strefy kontaktów. Żywe obrazy Krzysztofa Zarębskiego” (reż. Małgorzata Potocka, 1982).
W 2002 r. nakładem Galerii Krytyków POKAZ ukazała się poświęcona mu praca zbiorowa pt. Szymon Bojko: smakując życie przez 85 lat, zrealizowano także film dokumentalny (reż. Ajka Tarasow). W 2006 r. powstał ponadto film dokumentalny w reż. Barbary Doussot pt. „Długie życie” – zapis rozmów z Szymonem Bojko.
Został zapamiętany przede wszystkim jako autor książek poświęconych historii plakatu oraz tekstów o sztuce współczesnej i not publikowanych w katalogach wystaw, pracach zbiorowych i leksykonach (np. Contemporary Artists, Contemporary Woman Artists oraz Contemporary Designers – St. James Press, Londyn – Chicago). W 90. urodziny Bojki ukazało się jego dzieło życia - nowatorska książka Z polskim rodowodem. Artyści polscy i amerykańscy polskiego pochodzenia w sztuce Stanów Zjednoczonych w latach 1900–1980 (Toruń 2007). Jak napisał jej redaktor Sławomir Majoch, to "szereg opowieści o Polakach i o Amerykanach polskiego pochodzenia, których barwne losy zostały wpisane w mozaikę sztuki Stanów Zjednoczonych XX w. Autor świadom, że nie może zaprezentować wszystkich postaci, miejsc i dzieł wartych utrwalenie, dokonał wyboru dzieląc wytypowanych przedstawicieli wedle generacji starannie nakreślił tło kulturowe i artystyczne, w którym się kształtowali.
Bojko był koneserem i kolekcjonerem plakatów. Duża część jego zbioru została podarowana do Muzeum Plakatu w Wilanowie, Rhode Island School of Design w Providence oraz na uniwersytetach w Austin w Teksasie i w Szanghaju.
Mieszkał w Warszawie, na Mokotowie.

## Twórczość
- Polska szkoła plakatu (Warszawa 1971)
- Polski plakat współczesny (oprac. graf. Marek Freudenreich; Agencja Autorska 1972)
- New grafic design in Revolutionary Russia (tłum. z języka polskiego Robert Strybel i Lech Zembrzuski; Lund Humphries, Londyn 1972; wydanie w języku niemieckim pt.: Rot schlägt Weiss. Die Neue Grafik und das Design der Russischen Revolution, przedmowa Herbert Spencer; tłum. z języka angielskiego J. Wolfgang Breiden; C. Hanser, Monachium 1975)
- Plakat polski (Warszawa 1973)
- Polish Roots. Polish-Americans and Polish Artists in Contemporary American Art (CD-rom; 2002)
- Z polskim rodowodem. Artyści polscy i amerykańscy polskiego pochodzenia w sztuce Stanów Zjednoczonych w latach 1900–1980, red. Sławomir Majoch, Oficyna Wydawnicza Kucharski – Archiwum Emigracji Biblioteka Uniwersytecka w Toruniu, Toruń 2007, ISBN 978-83-89376-40-4

## Inne prace redakcyjne
- Międzynarodowy Plakat Rewolucyjny 1917–1967 (redaktor katalogu wystawy; Ministerstwo Kultury i Sztuki, Muzeum Lenina, Centralne Biuro Wystaw Artystycznych "Zachęta" 1967)
- Wystawa plakatów Leszka Hołdanowicza, kwiecień-maj 1974 (autor wstępu; oprac. graficzne Leszek Hołdanowicz; Związek Polskich Artystów Plastyków – Biuro Wystaw Artystycznych w Rzeszowie 1974)